# Le Retour de Faith
Le Retour de Faith est le 13e épisode de la saison 4 de la série télévisée Angel.

## Synopsis
Lilah Morgan est morte, assassinée par Cordelia. Wesley et Gunn surprennent Angelus en train de boire son sang et il prend la fuite. Wesley décapite Lilah afin de s'assurer qu'elle ne reviendra pas changée en vampire. Pendant ce temps, Faith, toujours en prison, est attaquée par une autre détenue (attaque commanditée par Caleb) mais se débarrasse facilement d'elle. Angelus suit la trace de l'arme qui a tué Lilah grâce à l'odeur de son sang qui est dessus et remonte ainsi jusqu'à la Bête, en possession du couteau. La Bête dit à Angelus qu'il fait partie du plan mis au point par son maître mais Angelus refuse de travailler aux ordres de quelqu'un d'autre et s'en va. Cordelia apparaît alors et se révèle être le maître de la Bête.
Wesley va voir Faith en prison pour la prévenir qu'Angelus est de retour. Faith s'échappe alors de prison pour aider Wesley à capturer Angelus afin de pouvoir rendre son âme à Angel. Angelus apprend qu'une Tueuse est en ville et téléphone chez Buffy, s'assurant ainsi que c'est de Faith qu'il s'agit. Connor, Faith, Wesley et Gunn partent sur les traces d'Angelus et Faith se bat avec Connor quand il s'avère que celui-ci veut tuer Angelus et non le capturer. Faith bat le jeune homme, qui rentre à l'hôtel Hyperion avec Gunn pendant que Faith et Wesley continuent les recherches. Faith retrouve Angelus mais la Bête est avec lui. Faith se bat contre la Bête et est sévèrement malmenée quand Angelus plante le couteau qui a tué Lilah (créé avec un os de la Bête) dans le dos de la Bête. La Bête meurt et le soleil revient alors, Angelus prenant la fuite. Connor va voir Cordelia et celle-ci lui annonce qu'elle est enceinte de lui.